# Coccus viridis
Coccus viridis es un insecto hemíptero de la familia Coccidae. Es una plaga que afecta a las hojas, frutos o brotes de especies de interés comercial en las fases de crecimiento, floración, producción de frutos o post-cosecha. Viven en países tropicales y subtropicales.

## Hospedadores primarios
Coccus viridis ataca Citrus, Artocarpus, Camellia sinensis, Coffea, Coffea arabica, Manihot esculenta, Mangifera indica, Psidium guajava, Theobroma cacao.
Las hojas se vuelven pringosas o como carbonizadas, atraen hormigas. La ninfa es oval y amarilla y sólo se conocen hembras que se sitúan en la nerviación central del envés y son verdes con manchas negras.
Depositan más de 500 huevos que eclosionan en horas, las larvas se quedan bajo la madre y tras unos días van al envés foliar, a brotes o frutos. Tienen tres estados ninfales y el tiempo de generación depende del medio. Las hormigas que visitan la planta pueden protegerlas de depredadores.

## Control
Se puede recurrir al control químico, pero es mejor el uso de depredadores o a veces del hongo Cephalosporium lecanii en la estación húmeda.

## Enemigos naturales
Parasitoides: 
- Anicetus annulatus
- Cerapteroceroides similis
- Coccophagus
- Diversinervus stramineus
- Encyrtus lecaniorum
- Marietta leopardina
- Metaphycus
- Praleurocerus viridis

Depredadores: atacan ninfas y adultos
- Azya
- Camponotus rufipes
- Chilocorus
- Coelophora
- Conomyrma insana
- Creobota proleucella
- Cryptolaemus montrouzieri
- Decadiomus hughesi
- Eublemma vacillans
- Exochomus quadripustulatus
- Halmus chalybeus
- Jauravia pallidula
- Miletus boisduvali
- Pseudoazya luteipes
- Rhyzobius forestieri

Patógenos
- Aschersonia aleyrodes
- Cephalosporium lecanii[5]
- Entomophthora lecanii
- Hypocrella
- Lecanicillium lecanii